# With Love (bài hát của Hilary Duff)
With Love là đĩa đơn thứ hai của ca sĩ Mỹ Hilary Duff trong album thứ ba Dignity. Đĩa đơn được chính thức phát hành tại Hoa Kỳ ngày 19 tháng 2 năm 2007.
Đĩa đơn này lọt vào top 40 bảng xếp hạng Billboard Hot 100 trở thành đĩa đơn của Hil có thứ hạng cao nhất. Tuy không thành công như ở Mỹ nhưng tại Úc và Anh, đĩa đơn cũng lọt vào top 40. With Love đã giúp Hilary giành chiến thắng tại Teen Choice Award và MuchMusic Video Award.

## Music Video
Diễn biến:
Video được đạo diễn bởi Matthew Rolston và quay hình tại một nhà hát opera ở San Francisco. Bài hát dược bắt đầu bằng sự cổ vũ nồng nhiệt của mọi người dành cho Hilary sau khi trình diễn. Cô trở lại sau sân khấu nơi người phụ tá đang cầm chiếc túi, một áo khoác và cái nón. Một người đàn ông (Kellan Lutz đóng) đứng bên ngoài và theo Duff đến một khách sạn kiểu cổ. Duff xịt ít dầu thơm lên cổ và bắt đầu chơi trò mèo và chuột với người đàn ông kia. Cô lộn ngược áo khoác ngoài và đội một bô tóc giả màu đen và tiếp tục đi. Lên cầu thang, Duff quăng đi chiếc áo khoác, thay bộ đầm màu trắng thành đen. Người đàn ông ngửi chiếc áo và theo Hilary vào trong thang máy, nơi họ bắt đầu hôn nhau. Video kết thúc với dòng chữ "To Be Continued" (còn tiếp). 60 giây trong video cũng được dùng làm quảng cáo cho sản phẩm dầu thơm With Love... Hilary Duff ở Bắc Mỹ.
Video With Love ra mắt tại trên TRL vào ngày 8 tháng 2 năm 2007. Lọt vào bảng xếp hạng ngày hôm sau tại vị trí thứ 8 sau đó dẫn đầu bảng xếp hạng trong 8 lần, "retired" sau 40 ngày trên bảng xếp hạng. Ở Canada, video giữ vị trí số 1 trên MuchMusic Top 30 Countdown, video đầu tiên đạt được thành tích như vậy.

## Những bản Remix
Bản remix Richard Vission chỉ có hát câu "just do it with love, love, love, love". The Bimbo Jones remix phát hành ngày 20 tháng 2, và hai bản mix khác của Castillo và Dave Audé vs. Richard Vission, phát hành trên MySpace chính thức của Hilary.Housecrusherz remixed "With Love có 3 phiên bản: dub, club mix và remix edit. Một version ngắn hơn của A. Castillo đã có trên AOL Music.

## Bảng xếp hạng
| Bảng xếp hạng (2007)      | Vị trí |
| ------------------------- | ------ |
| Australian Singles Chart  | 22     |
| Hot100Brasil              | 36     |
| Bulgaria Top 40           | 10     |
| Croatian Top 50           | 7      |
| Euro 200                  | 18     |
| Eurochart Hot 100 Singles | 46     |
| Germany Singles Top 100   | 91     |
| Ireland Top 50            | 26     |
| Italian Singles Chart     | 8      |
| México Top 100            | 25     |

| Bảng xếp hạng (2007)               | Vị trí |
| ---------------------------------- | ------ |
| New Zealand Singles Chart          | 27     |
| Portuguese Top 50                  | 29     |
| Spanish Top 20                     | 6      |
| Taiwan Top 10                      | 6      |
| UK Singles Chart                   | 29     |
| U.S. Billboard Hot 100             | 24     |
| U.S. Billboard Pop 100             | 17     |
| U.S. Billboard Top 40 Mainstream   | 25     |
| U.S. Billboard Hot Dance Club Play | 1      |
| United World Chart                 | 32     |

## Các phiên bản
| Promotional CD+DVD single 1. "With Love" 2. "With Love" (video) CD single tại Úc (Phát hành 17 tháng 3 năm 2007) 1. "With Love" 2. "With Love" (Richard Vission remix) 3. "Play with Fire" (Richard Vission remix radio edit) CD single 1 tại Anh (Phát hành 19 tháng 3 năm 2007) 1. "With Love" 2. "Play with Fire" CD single 2 tai Anh (Phát hành 19 tháng 3 năm 2007) 1. "With Love" 2. "With Love" (Housecrushers mix) 3. "Play with Fire" (Vada mix) | Official versions 1. "With Love" (Richard Vission vs. Dave Aude edit) 2. "With Love" (Richard Vission vs. Dave Aude mix show) 3. "With Love" (Richard Vission vs. Dave Aude club mix) 4. "With Love" (Richard Vission vs. Dave Aude instrumental) 5. "With Love" (Richard Vission Big Room Love mix) 6. "With Love" (Richard Vission Big Room Love edit) 7. "With Love" (Big Woodie club) 8. "With Love" (Big Woodie radio) 9. "With Love" (A. Castillo club mix) 10. "With Love" (A. Castillo club mix instrumental) 11. "With Love" (A. Castillo radio edit) 12. "With Love" (A. Castillo radio instrumental) 13. "With Love" (Bermudez & Preve Scent of Seduction radio edit) 14. "With Love" (Bermudez & Preve Scent of Seduction mix show) |